# Mexicali (gemeente)
Mexicali is een gemeente in de Mexicaanse deelstaat Baja California. De hoofdplaats van Mexicali is Mexicali. Mexicali heeft een oppervlakte van 13.935,61 km² waarmee het 18% van de oppervlakte van Baja California beslaat.
De gemeente heeft 855.962 inwoners (census 2005). 5517 daarvan spreken een indiaanse taal, de meesten daarvan zijn Mixteekse migranten uit Oaxaca. Naast de hoofdplaats Mexicali behoort ook Los Algodones, de noordelijkste plaats van Mexico, tot de gemeente, evenals een de Bajacalifornische eilanden in de Golf van Californië, inclusief het eiland Ángel de la Guarda.
Naast de hoofdplaats van Mexicali vallen de plaatsen Los Algodones, Bataquez, Venustiano Carranza, Ciudad Morelos, Benito Juárez, Guadalupe Victoria, Colonias Nuevas, Ejido Hermosillo, Estación Delta en Hechicera in de Valleistreek en San Felipe aan de kust van de Golf van Californië en Cerro Prieto, Progreso en González Ortega in het stedelijk gebied van Mexicali onder de gemeente.
Ensenada · Mexicali · Playas de Rosarito · Tijuana · San Felipe · San Quintín · Tecate